# 햄프스티드

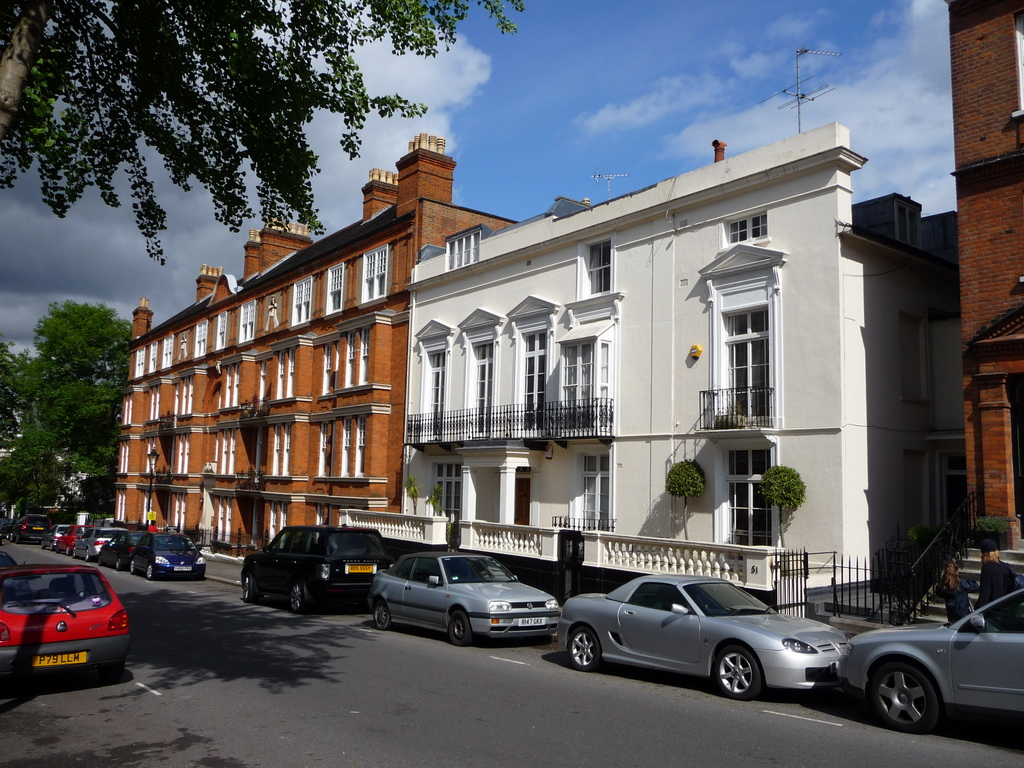
햄프스티드

햄프스티드(Hampstead)는 영국 런던의 한 마을이다.